# Oceanapia perlucida
Oceanapia perlucida är en svampdjursart som först beskrevs av Desqueyroux-Faúndez 1987.  Oceanapia perlucida ingår i släktet Oceanapia och familjen Phloeodictyidae.
Artens utbredningsområde är Nya Kaledonien. Inga underarter finns listade i Catalogue of Life.